# 50 kilomètres marche aux Jeux olympiques d'été de 2020
Pour des articles plus généraux, voir Athlétisme aux Jeux olympiques d'été de 2020 et Marche aux Jeux olympiques.
Navigation
Rio 2016 Paris 2024
L'épreuve du 50 kilomètres marche aux Jeux olympiques de 2020 se déroule le 6 août 2021 au Parc Ōdōri de Sapporo, au Japon.

## Records
Avant cette compétition, les records dans cette discipline étaient les suivants : 
| Record du monde  | Yohann Diniz (FRA)  | 3 h 32 min 33 s | Zurich  | 15 août 2014 |
| Record olympique | Jared Tallent (AUS) | 3 h 36 min 53 s | Londres | 11 août 2012 |

## Résultats
| Rang               | Athlète                | Pays             | Temps   | Notes |
| ------------------ | ---------------------- | ---------------- | ------- | ----- |
| Médaille d'or      | Dawid Tomala           | Pologne          | 3:50:08 |       |
| Médaille d'argent  | Jonathan Hilbert       | Allemagne        | 3:50:44 |       |
| Médaille de bronze | Evan Dunfee            | Canada           | 3:50:59 | SB    |
| 4                  | Marc Tur               | Espagne          | 3:51:08 |       |
| 5                  | João Vieira            | Portugal         | 3:51:28 | SB    |
| 6                  | Masatora Kawano        | Japon            | 3:51:56 | SB    |
| 7                  | Bian Tongda            | Chine            | 3:52:01 |       |
| 8                  | Rhydian Cowley         | Australie        | 3:52:01 | PB    |
| 9                  | Aku Partanen           | Finlande         | 3:52:39 | SB    |
| 10                 | Brendan Boyce          | Irlande          | 3:53:40 |       |
| 11                 | José Montaña           | Colombie         | 3:53:50 | SB    |
| 12                 | Artur Brzozowski       | Pologne          | 3:54:08 | SB    |
| 13                 | Jorge Ruiz             | Colombie         | 3:55:30 |       |
| 14                 | Matej Tóth             | Slovaquie        | 3:56:23 | SB    |
| 15                 | José Leyver            | Mexique          | 3:56:53 | SB    |
| 16                 | Quentin Rew            | Nouvelle-Zélande | 3:57:33 |       |
| 17                 | Máté Helebrandt        | Hongrie          | 3:57:53 | SB    |
| 18                 | Diego Pinzón           | Colombie         | 3:57:54 |       |
| 19                 | Andrés Chocho          | Équateur         | 3:59:03 | SB    |
| 20                 | Bence Venyercsán       | Hongrie          | 3:59:05 |       |
| 21                 | Wang Qin               | Chine            | 3:59:35 |       |
| 22                 | Dzmitry Dziubin        | Biélorussie      | 4:00:25 | SB    |
| 23                 | Andrea Agrusti         | Italie           | 4:01:10 |       |
| 24                 | Marius Cocioran        | Roumanie         | 4:01:43 |       |
| 25                 | Maryan Zakalnytskyy    | Ukraine          | 4:02:53 |       |
| 26                 | Jarkko Kinnunen        | Finlande         | 4:04:28 |       |
| 27                 | Jhonatan Amores        | Équateur         | 4:05:47 |       |
| 28                 | Luo Yadong             | Chine            | 4:06:17 |       |
| 29                 | Alex Wright            | Irlande          | 4:06:20 | SB    |
| 30                 | Hayato Katsuki         | Japon            | 4:06:32 |       |
| 31                 | Arturas Mastianica     | Lituanie         | 4:06:43 |       |
| 32                 | Satoshi Maruo          | Japon            | 4:06:44 |       |
| 33                 | Carl Dohmann           | Allemagne        | 4:07:18 |       |
| 34                 | Bernardo Barrondo      | Guatemala        | 4:08:34 |       |
| 35                 | Jesús Ángel García     | Espagne          | 4:10:03 |       |
| 36                 | Alexandros Papamichail | Grèce            | 4:12:49 |       |
| 37                 | Arnis Rumbenieks       | Lettonie         | 4:13:33 |       |
| 38                 | Aleksi Ojala           | Finlande         | 4:14:02 |       |
| 39                 | Valeriy Litanyuk       | Ukraine          | 4:14:05 |       |
| 40                 | Marc Mundell           | Afrique du Sud   | 4:14:37 |       |
| 41                 | Michal Morvay          | Slovaquie        | 4:15:22 |       |
| 42                 | Nathaniel Seiler       | Allemagne        | 4:15:37 |       |
| 43                 | Vít Hlaváč             | Tchéquie         | 4:15:40 |       |
| 44                 | Horacio Nava           | Mexique          | 4:19:00 |       |
| 45                 | Mathieu Bilodeau       | Canada           | 4:20:36 | SB    |
| 46                 | Lukáš Gdula            | Tchéquie         | 4:33:06 |       |
| 47                 | Claudio Villanueva     | Équateur         | 4:53:09 |       |
| –                  | Teodorico Caporaso     | Italie           | DNF     |       |
| –                  | Rafał Augustyn         | Pologne          | DNF     |       |
| –                  | Håvard Haukenes        | Norvège          | DNF     |       |
| –                  | Luis Manuel Corchete   | Espagne          | DNF     |       |
| –                  | Gurpreet Singh         | Inde             | DNF     |       |
| –                  | Ivan Banzeruk          | Ukraine          | DNF     |       |
| –                  | Luis Ángel Sánchez     | Guatemala        | DNF     |       |
| –                  | Isaac Palma            | Mexique          | DNF     |       |
| –                  | Yohann Diniz           | France           | DNF     |       |
| –                  | Marco De Luca          | Italie           | DNF     |       |
| –                  | Ruslans Smolonskis     | Lettonie         | DQ      |       |
| –                  | Érick Bernabé Barrondo | Guatemala        | DQ      |       |

## Légende
Records et Performances
- AR : Record continental (area record)
- CR : Record des championnats (championship record)
- MR : Record du meeting (meet record)
- NR : Record national (national record)
- OR : Record olympique (olympic record)
- PR : Record paralympique (paralympic record)
- PB : Record personnel (personal best)
- SB : Meilleure performance personnelle de la saison (season's best)
- WL : Meilleure performance mondiale de l'année (world leader)
- WJR : Record du monde junior (world junior record)
- WR : Record du monde (world record)

Circonstances et Conditions
- DNF : N'a pas terminé (did not finish)
- DNS : N'a pas pris le départ (did not start)
- DQ : Disqualification (disqualification)
- NM : Aucun essai valable enregistré (No Mark)
- Q : Qualifié « directement » au prochain tour (ou à la prochaine compétition), lors d'une compétition majeure, grâce au classement ou à la réalisation des minima (automatic qualifier)
- q : Qualifié au prochain tour (ou à la prochaine compétition), lors d'une compétition majeure, grâce au repêchage ou à la réalisation de l'une des meilleures performances parmi celles des « non qualifiés directement » (grâce au meilleur temps ou à la meilleure distance par exemple) (secondary qualifier)